# Gustave Langenus
Pour les articles homonymes, voir Langenus.
Gustave Langenus ou Jean Gustave Langenus, né le 6 août 1883 à Malines (province d'Anvers, Belgique) et mort le 30 janvier 1957 à New York, est un clarinettiste belge.

## Biographie
À l'âge de 12 ans, Gustave Langenus est admis dans la classe de clarinette de Gustave Poncelet (1844-1903), professeur de clarinette et de saxophone, au conservatoire de Bruxelles, où il enseigne à partir de 1871. Il obtient son premier prix en 1900. 
Langenus a joué avec le John Philip Sousa Band en 1902 et 1903 dans toute l'Europe, puis immigre en Angleterre où il occupe, entre autres, un poste dans l'orchestre du Queen's Hall de Londres et comme soliste dans l'orchestre du Duc de Devonshire. La presse anglaise reconnait ses qualités de soliste.

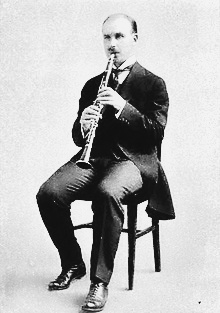
Gustave Langenus - N.Y. Symphony Orchestra (1917)

Recruté par le chef Walter Damrosch à la recherche de talents en Europe, il immigre par conséquent aux États-Unis en 1910. Il était clarinettiste principal du New York Symphony Orchestra (1910-1920), et du New York Philharmonic Orchestra (1920-1923),.
Son jeu est reconnu comme « phénoménal » et il possédait le « son belge », qui, comme le « son français », était très recherché par les chefs d'orchestre américains. 
En 1916, Langenus joue à la Maison-Blanche en tant que soliste à la clarinette pour le président Woodrow Wilson et sa femme et, deux ans plus tard, le journal Musical Messenger publie une esquisse de sa vie et de ses réalisations. 
Il fonde avec la pianiste Carolyn Beebe (en) également un ensemble de musique de chambre, la New York Chamber Music Society, qui jouera à New-York de 1915 à 1937 avec les meilleurs musiciens de la place. 
À partir de 1923, il quitte son poste à l'orchestre pour se consacrer à une carrière de soliste et à la musique de chambre.
Langenus a publié de nombreuses méthodes reconnues, notamment une méthode parue en 1913 constituant un ouvrage pédagogique important pour la transition vers la clarinette système Boehm, composé de nombreux solos de clarinette. Pédagogue, il a formé des clarinettistes renommés, comme Benny Goodman avec qui il était ami, Henry Gulick, Rosario Mazzeo et Himie Voxman. 
Sa méthode complète pour la clarinette est divisée en trois parties, et comprend une brève histoire de la clarinette, des conseils sur la posture, l'embouchure, la langue, la respiration, l'intonation et même les grincements.  À propos de ces derniers, il écrit : « Tous les débutants font des petits bruits bizarres sur la clarinette, un peu comme des chants de canari, ou parfois des cris angoissants, voire pire.  Ces "ornements" sont appelés techniquement "canards" ».   

« Souvenez-vous toujours que la sonorité est d'une importance suprême, et qu'elle soit la première considération dans toutes vos études. »

— Gustave Langenus
Dès 1915, il fonde une école d'enseignement par correspondance pour les jeunes clarinettistes qui n'ont pas accès à un professeur de clarinette. L'enseignement s'appuie sur une série d'enregistrements 78 tours de 10 pouces effectués par Langenus et par un autre clarinettiste jouant à partir de ses livres d'étude. Les enregistrements étaient accompagnés de questionnaires que les élèves pouvaient remplir pour accompagner leurs progrès et leurs difficultés et auxquels Langenus répondait. 
Il est connu également pour la conception d'un bec de clarinette, dit bec de canard, à associer avec une embouchure double ((en) double-lip embouchure (en)) . Il est rapporté que Benny Goodman n'a joué que ce type de bec pendant toute sa carrière.

## Méthodes, œuvres et transcriptions
- (en) Modern clarinet playing : a method especially written for players contemplating a change from the old to the Boehm system and designed as a work of reference for advanced players[7], New York : Carl Fischer,  1913[8].
- Georges Meister (1848-1902), Erwinn fantasie arrangé pour clarinette avec accompagnement de piano, (New York : C. Fischer, ca. 1916)[9].
- Carl Maria von Weber, Fantasia and rondo for clarinet in B♭ with piano accompaniment, op. 34, arrangé par Gustave Langenus, (New York : C. Fischer, 1916).
- Carl Baermann, Complete Celebrated Method for Clarinet, publié initialement en 1864, révisé en 1917 par Gustave Langenus avec la mention « Revised for the Albert and Boehm System »[8].
- Practical transposition for clarinet, flute, trumpet (cornet), saxophone, violin, and all players using the treble clef, (New York : C. Fischer, ca 1918)[8]
- Clarinet cadenzas taken from symphony, chamber music, and solo repertoires : with notations and explanations [on] how to phrase them, (New York : C. Fischer, 1921).
- Méthode complète pour la clarinette, en 3 volumes, (New York : Carl Fischer,  1923).
- Stanislas Verroust, Premier amour, pour clarinette et piano,  (New York: Carl Fischer, 1924).
- Fritz Kreisler, Liebesfreud = Love's joy, (New York : C. Foley, 1926).
- Chrysalis, issu de Six Easy Solos for B♭ Clarinet with Piano Accompaniment, No.5, (New York: Carl Fischer, 1934).
- The Langenus clarinet repertoire avec comme auteurs :	Gustave Langenus; Stanislas Verroust; Camille Saint-Saëns; Christoph Willibald Gluck, Ritter von; Wolfgang Amadeus Mozart; (New York : M. Witmark & Sons, 1934).
- Ludwig van Beethoven, Trio, op. 87, arrangé par Gustave Langenus, (Éditeur: Meadville, Pa. : Ensemble Music Press ; Boston : Sole distributors and selling agents, C. Fischer, 1938).
- Wolfgang Amadeus Mozart, Three duos for two clarinets, arrangement (East Northport, N.Y. : Ensemble Music Press, Boston : Sole distributors and selling agents, C. Fischer, 1943).
- (en) Fingered scale studies for the Boehm clarinet, (Summit, N.J. : Ensemble Music ; Boston : Carl Fischer, date inconnue).
- J. S. Bach, Chromatic  Fantasia en  ré mineur  pour clavier, BWV 903, arrangé pour clarinette solo, (Carl Fischer, 1944)[10]
- Johannes Brahms, Sonata in E♭ major op. 120, no. 2, arrangement, (New York : Boosey & Hawkes, 1950).
- Johann Sebastian Bach, Chaconne issue de la Sonate no 4 en ré mineur pour violon (solo), arrangement, (East Northport, N.Y. : Ensemble Music Press ; New York : Sole distributors, C. Fischer, 1953).
- Johann Sebastian Bach, Concerto no 3 in ré mineur, arrangement, (Meadville, Pa. : Ensemble Music Press ; Boston : Carl Fischer, sole distributors, 1962).

## Enregistrement
- Wolfgang Amadeus Mozart, The library of congress Mozart recordings (1940-45) : dont quintette pour clarinette et cordes en la majeur K.581 avec Gustave Langenus (clarinette), George Szell (piano), Budapest string quartet, (Label Bridge 9085, 1998)